# كيفين فولزه
كيفين فولزه (بالألمانية: Kevin Wolze)‏ (9 مارس 1990 بفولفسبورغ في ألمانيا - ) هو لاعب كرة قدم ألماني في مركز الظهير. لعب مع بولتون واندررز ونادي دويسبورغ ونادي فولفسبورغ.

## وصلات خارجية
- كيفين فولزه على موقع قاعدة بيانات كرة القدم.إي يو (الإنجليزية)
- كيفين فولزه على موقع بيانات كرة القدم. دي إي (الألمانية)
- كيفين فولزه على موقع Soccerway.com (الإنجليزية)
- كيفين فولزه على موقع عالم كرة القدم.نت (الإنجليزية)